# Josef Bernard (hejtman)
Josef Bernard (* 30. května 1965 Planá) je český manažer, od října 2021 poslanec Poslanecké sněmovny PČR, v letech 2016 až 2020 hejtman Plzeňského kraje a v letech 2020 až 2024 pak náměstek hejtmana. Dříve byl členem České strany sociálně demokratické, od roku 2020 působí jako nestraník za hnutí STAN. V letech 2010 až 2015 byl generálním ředitelem společnosti Škoda Transportation.

## Život
Vystudoval Střední odborné učiliště Škoda. Hned po škole začal pracovat jako dělník v plzeňské Škodovce. Později působil jako technik, mistr a personální ředitel jedné z dceřiných společností Škody. V letech 1991 až 1995 absolvoval Open University, v letech 2014 až 2019 studoval mezinárodní obchod na Metropolitní univerzitě Praha.
Od roku 2002 byl personálním ředitelem Škoda Holding, později se stal výkonným ředitelem. Mimo to zastával řadu funkcí v představenstvech a dozorčích radách společností v rámci skupiny. V listopadu 2010 byl jmenován členem představenstva a generálním ředitelem společnosti Škoda Transportation, nahradil tak Tomáše Krska. Ve funkci skončil na počátku ledna 2015, novým generálním ředitelem se stal Tomáš Ignačák. Dále však ve společnosti působí jako člen dozorčí rady.
Josef Bernard je od září 2014 ženatý s Gabrielou Bernardovou. Žijí v obci Štěnovický Borek (konkrétně v její části Nebílovský Borek), která se nachází v okrese Plzeň-město.
V souvislosti s pandemií covidu-19 nastoupil společně s dalšími radními Plzeňského kraje do karantény, když se účastnili jednání krajské rady společně s radní Radkou Trylčovou, která 26. března oznámila svoji nemoc. Během této karantény byl opakovaně negativně testován na covid-19, ale na začátku dubna 2020, několik dní po skončení karantény byl pozitivně testován na nemoc covid-19. Policie ČR následně začala prověřovat, zda v souvislosti s pohybem hejtmana na veřejnosti a návštěvou domova pro seniory v Janovicích nad Úhlavou nemohlo dojít ke spáchání trestného šíření nakažlivé nemoci z nedbalosti.

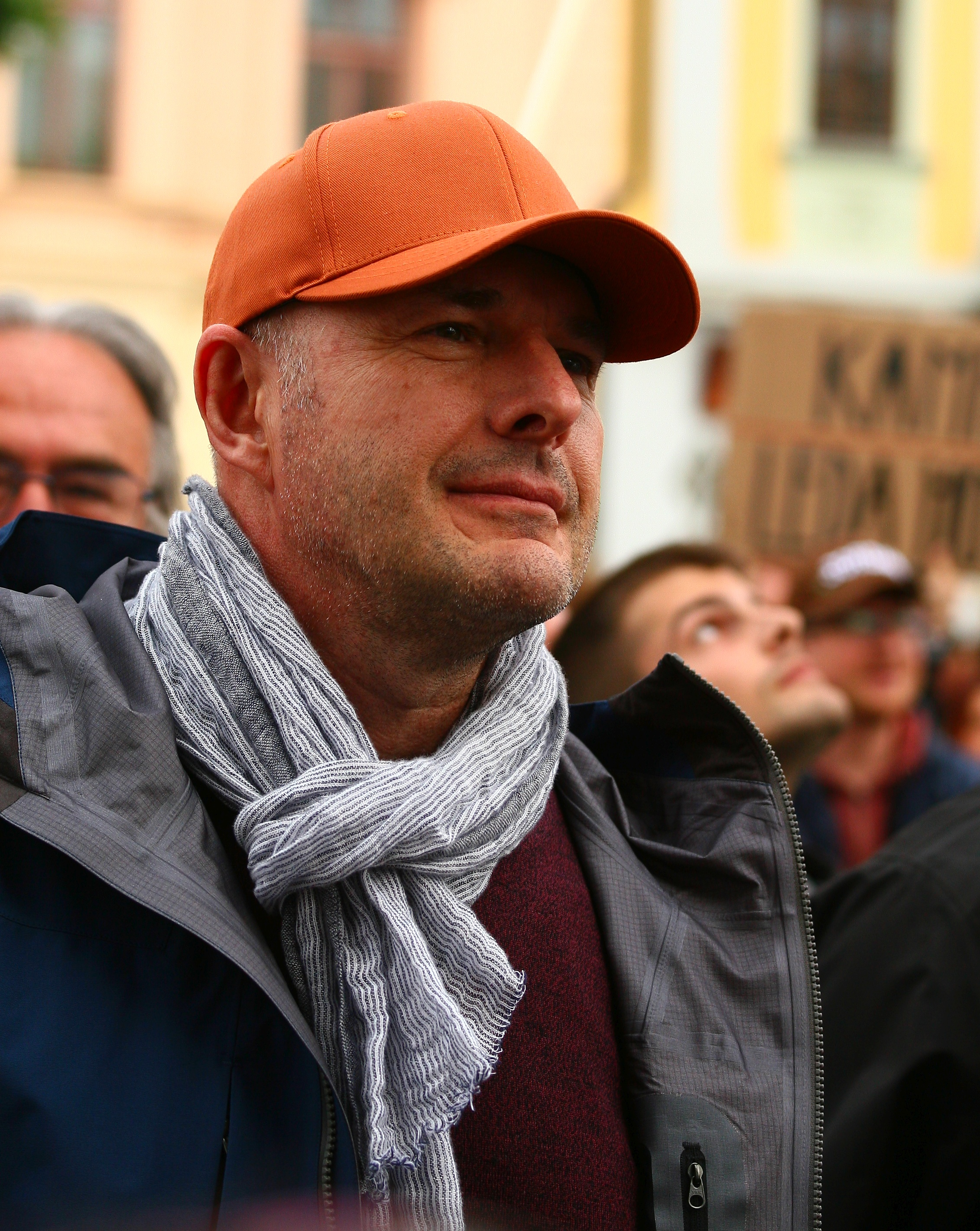
Josef Bernard na demonstraci Milionu chvilek pro demokracii, rok 2019

## Politické působení
V roce 1989 aktivizoval zaměstnance podniku Škoda proti komunistickému režimu. Spoluzaložil Občanské fórum Škoda a mezi prvními vyzýval k protestu proti režimu na plzeňském náměstí. Z politiky odešel v polovině roku 1990, ale zájem o věci veřejné u něj přetrval.
V lednu[zdroj?] 2015 vstoupil do České strany sociálně demokratické. V prosinci 2015 byl zvolen lídrem ČSSD pro krajské volby v roce 2016 do Zastupitelstva Plzeňského kraje, v nichž se stal krajským zastupitelem. I když skončila ČSSD ve volbách až druhá, podařilo se jí uzavřít koalici se třetí ODS, pátým uskupením "Starostové a Patrioti s podporou Svobodných a Soukromníků" a osmým uskupením "Koalice pro Plzeňský kraj – KDU-ČSL, Strana zelených a hnutí Nestraníci". Následně byl dne 21. listopadu 2016 zvolen hejtmanem Plzeňského kraje (obdržel 23 hlasů od 45 přítomných zastupitelů). Dne 8. června 2020 byl na svůj vlastní návrh odvolán z funkce hejtmana Plzeňského kraje (pro odvolání bylo 39 z 44 přítomných zastupitelů).
V květnu 2020 vystoupil z ČSSD. Následně ho strana vyzvala k rezignaci na funkci hejtmana i zastupitele. Výzvu ke složení mandátu nevyslyšel, ale sám podal návrh na odvolání z postu hejtmana, který zastupitelstvo 8. června 2020 přijalo a Bernarda odvolalo. Zároveň oznámil kandidaturu v krajských volbách v roce 2020, a to jako lídr společné kandidátky hnutí STAN, Zelených, hnutí PRO PLZEŇ a hnutí Idealisté v Plzeňském kraji. Mandát krajského zastupitele se mu podařilo obhájit. Dne 12. listopadu 2020 se navíc stal 1. náměstkem hejtmanky Plzeňského kraje pro regionální rozvoj, životní prostředí a fondy EU. V únoru 2022 mu byla změněna gesce na neuvolněného náměstka hejtmana pro oblast životního prostředí a zemědělství. Mandát zastupitele kraje se mu podařilo obhájit v krajských volbách v roce 2024, když kandidoval jako nestraník za hnutí STAN.
Ve volbách do Poslanecké sněmovny PČR v roce 2021 byl z pozice nestraníka za hnutí STAN lídrem kandidátky koalice Piráti a Starostové v Plzeňském kraji. Získal 8 499 preferenčních hlasů a byl zvolen poslancem.
Ve volbách do Poslanecké sněmovny PČR na podzim 2025 však již kandidovat nebude, a to kvůli neefektivitě jednání Sněmovny.